# Вашкорин, Иван Анисимович
Иван Анисимович Вашкорин (иерей Иоанн, 1877—1973) — священник Канского уезда Енисейской губернии (1911—1919). Большевик (1917).
В историю партизанского движения Сибири вошёл как «красный поп». Был активным организатором партизанского движения в Канском уезде — заведующий агитационным отделом, затем — начальник политотдела партизанской армии Тасеевского фронта, член Оргбюро РКП (б) в городе Канске. Делегат VIII Всероссийского съезда Советов (1920). В 1920—1940 годы — организатор народного образования, основатель и первый директор Красноярского лесотехнического техникума, учебной базой которого был бывший мужской монастырь — урочище «Скит».
Является прототипом священника Ивана Воскресенского — героя первого советского романа — «Два мира» Владимира Зазубрина, изданного в 1921 году.

## Биография
Родился в 1881 году (по другим данным в 1877 году) в деревне Колосовке Вятской губернии в крестьянской семье. Его отец был участником Русско-турецкой войны.
Окончил церковно-приходскую школу, затем учительскую второклассную школу.
С 1899 года работал сельским учителем в Елабужском уезде Вятской губернии.
В 1902 году женился на Анастасии Филипповне Поспеловой, девушке из крестьянской семьи, её отец и дядя приняли участие в революционных событиях 1905 года, как вспоминал Вашкорин: «Это были первые люди, от которых я узнал о классовой борьбе, рабочем движении».
Будучи знаком с рабочим А. Коробейниковым — членом РСДРП(б), одним из организаторов и членом парткома Ижевского социал-демократического кружка — участвовал в маёвках, устраиваемых кружком на берегу реки Камы. В 1906 году вступил во Всероссийский союз учителей, вместе с другими учителями распространял листовки, нелегальную литературу, вёл агитацию среди крестьян.
В 1906 году был арестован и выслан под надзор полиции.

### Принятие сана и служба священником
В 1911 году поступил на открытые в Москве шестимесячные курсы по подготовке священников для Сибири, по окончании курсов рукоположён в сан иерея.
В 1912 году приехал вместе с семьёй в Сибирь в Енисейскую губернию.
Служил священником в селе Сухово Тасеевской волости Канского уезда, есть также данные, что был священником Зубовской церкви, расположенной в 7 вёрстах от Тасеево..

### Революция и Гражданская война
В мае 1917 года участвовал в губернском съезде священнослужителей, проходившем в Красноярске, на котором решался вопрос отставки Епископа Енисейского и Красноярского Никона.
Принял участие в работе Тесеевской организации РСДРП(б), вёл агитацию в пользу социал-демократов среди крестьян.
15 сентября 1917 года вступил в РСДРП(б).

Я ведь давно усомнился в вере… В Тасеево после февральской революции организовалась сильная ячейка РСДРП (б). Я быстро попал под ее влияние. Нечто подобное в те годы происходило не со мной одним. Даже в Тасееве я не первый священник, который вступил в большевистскую партию. До меня отказался от сана в силу революционных убеждений тасеевский поп отец Вениамин Орлов. 15 сентября 1917 года стал и я большевиком.— Иван Анисимович Вашкорин
В январе 1918 года в Тасеево прихожане выбирали его священником, а местные большевики — председателем Тасеевской организации РСДРП(б).
В мае 1918 года, когда до Тасеево дошли слухи о белочешском мятеже, Вашкорин призывал записываться в отряд Красной Армии и первый начертал своё имя в списке. Сформированный в Тасеево отряд — 218 человек, в числе которых был и Вашкорин, двинулся в Канск, но тот уже был занят чехами, и отряд вернулся в Тасеево.
Летом 1918 года Тасеево было занято белыми, оставшиеся на свободе большевики ушли в партизаны.
В июне 1918 года Вашкорин был арестован белогвардейцами прямо в церкви, но был отпущен как священник.
Летом 1918 года был запрещён в священном служении и допущен нести послушание псаломщика, но после прошения на имя управлявшего Енисейской епархией епископа Назария, восстановлен в священном служении и направлен, по его прошению, нести служение в село Бакчет Тасеевской волости Канского уезда.
В сентябре 1918 года был участником благочиннического съезда пятого участка Канского уезда, принявшего резолюции антиколчаковского характера.
28 декабря 1918 года партизаны заняли Тасеевскую волость.
С января 1919 года Вашкорин — зав. агитационным отделом Северо-Канского партизанского фронта.
По воспоминаниям Василия Яковенко к вопросам антирелигиозной пропаганды Вашкорин подходил осторожно, не отказывал населению в выполнении церковых треб и обрядов, но перед убеждал людей «в полной ненужности этого» и именно благодаря пропаганде Вашкорина местное население района само инициировало закрытие всех церквей. Так Яковенко приводит пример:

когда родственники погибшего партизана просили устроить похороны по церковному обряду — наш зав. политотделом опять облачался в рясу, но обыкновенно шедшие за гробом разделялись на две партии: одна — с церковным пением во главе со священником, вторая — с пением революционных песен и красными знамёнами, и тогда наш батя, кончив петь духовное, с энтузиазмом присоединялся к пению революционных песен.
На заданный в 1973 году вопрос о достоверности сведений в мемуарах Василия Яковенко, Иван Анисимович с улыбкой ответил: «И так было».
14 января 1919 года из Канска в Тасеево вышел колчаковский карательный отряд под командованием капитана Мартына. Именно в церковь села Тасеева карательный отряд сгонял жителей села сочувствующих большевикам. Вашкорин был схвачен в Бакчете и приговорён к смертной казни, но при одной из атак белые в панике бежали от партизан и Вашкорин был освобождён.
Жена Вашкорина была расстреляна карателями, дети остались в заложниках, но партизанам удалось их выкрасть с помощью крестьянина села Сухово Никиты Ефремова, за что тот был наказан карателями плетьми.
Командир карательного отряда капитан Мартын сообщал:

В самом Тасееве были очень умелые и талантливые апологеты большевизма: ораторы и краснобаи, опирающиеся на темный преступный элемент; смело и громко пели они славу Совету, истинному выразителю народных интересов, вербуя даже и тех, кто по темноте своей не смог понять авантюры насильников воли своей. .. В среде их находился, например, … священник Вашкорин, действуя по стопам учителя, призывал записываться в Красную армию и сам первый начертал свое имя. Было много и других талантливых ораторов и главарей…— из донесения помощника командира 32-го Канского сибирского стрелкового полка 8-й Сибирской стрелковой дивизии капитана Мартына Начальнику штаба Иркутского военного округа от 4 марта 1919 года

Священник с. Бакчетского Иоанн Вашкорин принял участие в большевистском восстании, был арестован, но бежал. Псаломщик с. Тасеевского Михаил Забелин работал с большевиками заодно, и вместе с большевиками бежал в тайгу от правительственных (колчаковских) войск.— из рапорта священника Николая Пальмина епархиальным властям о состоянии приходских церквей и судьбе причтов 5-го благочиния Канского уезда, 27 июня 1919 года
В августе 1919 года партизаны вновь заняли Тасеево. Отряды, насчитывавшие уже около 5 тыс. штыков и сабель, были переформированы в Армию Тесеевской республики, Вашкорин был назначен начальником политотдела Военно-Армейского Совета Тасеевского фронта. Политотдел издавал партизанскую газету «Известия Северо-Канского фронта», в числе работников которой был и пятнадцатилетний сын И. А. Вашкорина — Анатолий Вашкорин.
В январе 1920 года, после занятия Канска красными, партизанская армия влилась в 30-ю стрелковую дивизию Красной армии, а Вашкорин был назначен редактором газеты «Красная Звезда» при образованном Канском уездном ревкоме (газета вскоре была закрыта из-за отсутствия бумаги).
С марта 1920 года — член Оргбюро РКП(б) в городе Канске, заведующий агитационным отделом Канского уездного военкомата, исполнял обязанности Канского уездного военного комиссара.
В июне 1920 года был направлен делегатом на Второе Всероссийское совещание ответственных организаторов по работе в деревне, проходившее 12 июня 1920 в Москве. В составе группы участников совещания был приглашён на сессию ВЦИК на которой обсуждался план ГОЭЛРО, там впервые увидел В. И. Ленина:

Слушая Ленина, мы были зачарованы. Каждое его слово доходило до наших сердец, и в дальнейшей жизни его указания были для нас путеводной звездой. Ленин встретил нас, как друзей, пригласил за кулисы, усадил на диван и начал с нами беседовать о крестьянстве, личной жизни.— Иван Анисимович Вашкорин
В декабре 1920 года избран от Енисейской губернии делегатом на VIII Всероссийский съезд Советов.

### Послевоенная работа
По окончании Гражданской войны — активный организатор Народного образования.
И. А. Вашкорин вспоминал, что поначалу в школах ребята писали на досках углём — бумаги не было, единственными предметами были русский язык и арифметика, нехватало учителей, и он обратился в 5-ю армию с просьбой к красногвардейцам, имевшим учительское образование, чтобы они пошли работать в школы.
В 1922—1925 годах — заведующий Канским уездным отделом народного образования (УОНО).

Многоуважаемый Иван Анисимович! … Ваша неутомимая работа по организации школ — опорных пунктов борьбы с темнотой и невежеством — не будет забыта. … Вы стойко отстаивали заветы Ильича о поднятии руководимого вами учительства на должную высоту. Приезжая к вам из своих глухих углов за советами и указаниями, мы встречали в вас не крикливого до-революционного администратора-начальника, а старшего товарища, вселяющего в нас бодрость и веру в свои силы, необходимые в деле строительства Единой Трудовой Школы. …— из письма-грамоты от учителями Канского района, выданной Вашкорину при уходе с должности, 19 сентября 1925 года, город Канск, 63 подписи
В 1925—1927 году — заместитель заведующего Ачинского окружного отдела народного образования.
С 1923 года по совместительству занимал должность председателя Канского уездного бюро Истпарта.
С 1927 года жил в Красноярске.
В 1927—1936 годах — первый директор Красноярского лесотехнического техникума, учебной базой которого стало урочище «Скит» — бывший мужской монастырь, ныне Дивногорск.
В июне 1937 году был арестован по обвинению в КРТО и вредительстве, но в сентябре 1938 года дело было прекращено по реабилитирующим обстоятельствам (повторно реабилитирован в 2003 году прокуратурой Красноярского края).
В 1939—1941 годах — основатель и первый директор красмашевской школы фабрично-заводского ученичества, ныне являющейся Красноярским техникумом промышленного сервиса.
В годы Великой Отечественной войны работал заведующим секретной частью на Красноярском целлюлозно-бумажном комбинате.
В 1947 году вышел на пенсию, персональный пенсионер союзного значения. Жил в Красноярске по адресу ул. Иркутская, дом 3, кв. 6.
На пенсии продолжал активно работать: более десяти лет был секретарём партийной организации завода, избирался депутатом Ленинского райсовета города Красноярска четырёх созывов, к 50-летию партизанского движения в Енисейской губернии написал воспоминания, встречался с пионерами:

Несмотря на преклонный возраст, он был бодр и энергичен. Обстановка в горнице, где его жена угощала гостей чаем с таёжным медом, была простой и скромной. Над кроватью на коврике висела боевая шашка. Иван Анисимович, поднявшись из-за стола, снял ее и сказал: — Ровесница Тасеевской республики, в бою отбил я ее у одного белогвардейца. А вот это оружие, — достал он из тумбы письменного стола маузер, — вручил мне партизанский командир, Филипп Яковлевич Бабкин, после боя под Маклаковом.— 
Умер в 1973 году в Красноярске.

## Семья
Дважды был женат, воспитал девятерых детей, дал им хорошее образование. Двое его сыновей участвовали в Великой Отечественной войне, один из них пропал без вести.

## Воспоминания
- Вашкорин И. А. — Это было в Тасеевской волости // Газета «Красноярский рабочий» за 4 ноября 1956 года[20]
- Вашкорин И. А. — Воспоминания о В. И. Ленине // Газета «Литература и жизнь» № 48 за 22 апреля 1959 года — стр. 4
- Вашкорин И. А. — Политическая работа в частях Тасеевских партизан // Годы огневые: Сборник воспоминаний — Красноярск, 1968. — стр. 305—312

## В культуре
Является прототипом священника Ивана Воскресенского в первом советском романе — «Два мира» Владимира Зазубрина, изданном в 1921 году.
Автор романа был лично знаком с Вашкориным по совместной работе в 1920-х годах в газете Канского ревкома и укома партии «Красная звезда».
Вашкорин хорошо озывался о романе, неоднократно подтверждая достоверность описанных в нём событий: «В „Двух мирах“ — все о нас, партизанах. О нашем отступлении в тайгу. О колчаковцах, карателях-чехах — много они тогда нашего народа загубили!…».
Через много лет журналист, беря интервью у Вашкорина, зачитала ему речь священника из романа:

— «Дорогие товарищи, не удивляйтесь, что ваш пастырь духовный крест сменил на ружье. Когда-то Христос, кроткий и любвеобильный, взял плеть, чтобы изгнать торгующих из храма. Я простой, грешный человек и больше терпеть не могу. Не могу я больше говорить о смирении, о любви.» …
— Так было, — подтверждает мой собеседник, Иван Анисимович Вашкорин. — Уж не помню, те ли точно слова, но думал я так.

## Комментарии
1. ↑  Вениамин Иванович Орлов, священник, законоучитель в церковно-приходском училище в Тасеево. Также вступил в партию, участвовал в партизанском движении, а после установления советской власти в 1920 году был заведующим Минусинским УОНО, завуполитпросветом в Ачинске.